# كاو دائية
الكاو دائية (بالإنجليزية: Caodaism) وإسمها باللغة الفيتنامية Đạo Cao Đài و (بالصينية: 高台教) وهي ديانة توحيدية تأسست في سنة 1926 في جنوب فيتنام في مدينة تاي ننه، إسمها الكامل Đại Đạo Tam Kỳ Phổ Độ بمعنى الإيمان العظيم و كاو داي هو الإله الأعلى لهذه الديانة ومعناه القوة الأكبر، حتفظ بالعديد من العناصر من الديانة الشعبية الفيتنامية مثل عبادة الأسلاف، بالإضافة إلى "المبادئ الأخلاقية من الكونفوشيوسية ، والممارسات الغامضة من الطاوية ، ونظرياتالكارما والولادة من البوذية ، وتنظيم هرمي من الكاثوليكية الرومانية ". [  تأسست رسميًا في مدينة تاي نينه في جنوب فيتنام عام 1926، يبلغ عدد معتنقي هذه الديانة حوالي 3.2 مليون نسمة واغلبهم من أصل فيتنامي ويعيشون أيضاً في الولايات المتحدة وأوروبا وأستراليا والبرازيل.

ينخرط أتباعها في ممارسات مثل الصلاة، وتبجيل الأجداد، واللاعنف، والنباتية بهدف الاتحاد مع الله والتحرر من السامسارا.  تختلف تقديرات عدد الكاوديين في فيتنام؛ تقدر الأرقام الحكومية أن هناك 4.4 مليون كاودي تابعين للكرسي الرسولي كاو داي تاي نينه، مع ارتفاع الأعداد إلى 6 ملايين إذا تمت إضافة فروع أخرى. عثرت الأمم المتحدة على حوالي 2.5 مليون من أتباع كاو داي في فيتنام اعتبارًا من يناير 2015. ويعيش عدد إضافي من أتباعه بعشرات الآلاف، معظمهم من العرق الفيتنامي، في أمريكا الشمالية وكمبوديا وأوروبا وأستراليا كجزء من شتات كاو داي .

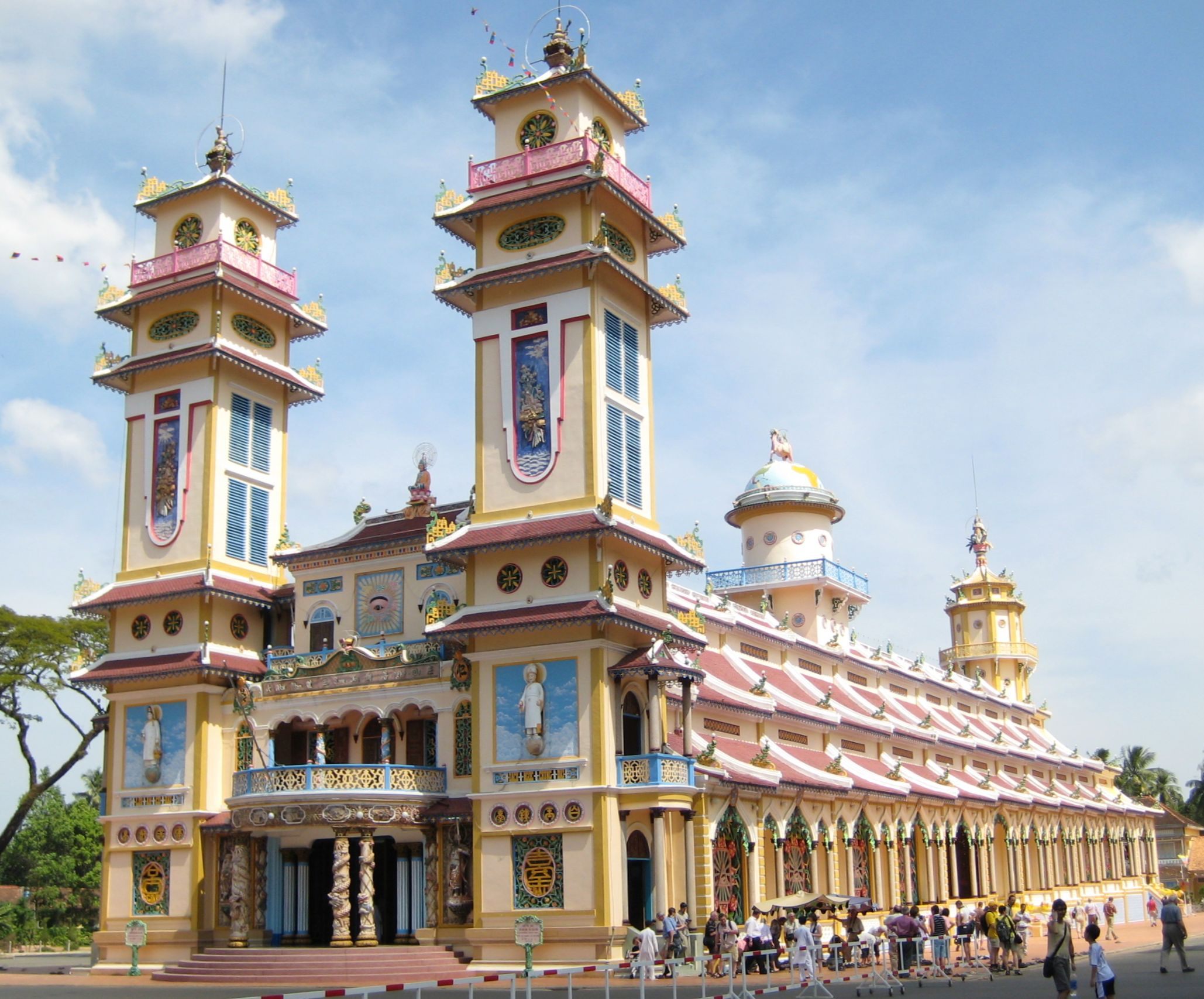
الكرسي الرسولي للكاودية في تاي نينه، المبنى الديني الرئيسي للأرض المقدسة للكاودية. المباني الدينية التي لها نفس وظائف الكرسي الرسولي الكاودية، ولكن خارج الأرض المقدسة الكاودية، تسمى المعابد الكاودية.

## نبذة تاريخية
يزعم أتباع هذه الطائفة أن نجو فان تشيو، رئيس منطقة الإدارة الفرنسية في كوتشينشينا، كان أول من تعبد وتلقى رسائل من الكاو دائية في عام 1921. وفقًا لما يُروى، فقد تلقى رؤية العين الإلهية التي أصبحت رمزًا يمثل الكاو دائية ومحور العبادة في جميع مذابح الكاو دائية.
يعتقد أتباع الكاو دائية أنه في ليلة عيد الميلاد عام 1925، عرّف الله نفسه لأول مجموعة من الوسطاء الروحيين التابعين للديانة، ومن بينهم فام كونغ تاك، وكاو كوين كوي، وكاو هواي سانغ. لعب هؤلاء الثلاثة دورًا أساسيًا في تطور الديانة حيث أصبحوا الوسطاء الروحيين المؤسسين الثلاثة لهيب ثين داي (القصر الذي يوحّد السماء والأرض).
فام كونغ تاك هو الوسيط الروحي الرئيسي وحمل لقب «هو فاب» (مدافع عن الدارما)، بينما كان كاو كوين كوي يحمل لقب ثوينغ فام (مساعده المقدس)، وكاو هواي سانغ يحمل لقب ثوينغ سانغ (مساعده الدنيوي).
يطلق عليها رسميًا اسم «الطريق العظيم للحقبة الثالثة للفداء»، وقد اكتسبت شعبية كبيرة في العقود الأولى من ظهورها، فقد جمعت أكثر من مليون عضو وبحلول عام 1940 تحول ما بين خمس إلى ربع سكان كوتشينتشينا إلى هذا الدين. كان نغو فان تشيو، الذي لم يكن ينوي أن تصبح الكاو دائية حركة جماهيرية، قد غادر الحركة في نهاية المطاف وأسس في عام 1932 فرعًا مستقلًا وغامضًا يُعرف باسم «تشييو مينه»، والذي يقع مقره في فينه لونغ. لا يزال هذا الفرع قائمًا حتى اليوم، ولكنه يقبل فقط عددًا محدودًا من الأتباع الملتزمين.
في ثلاثينيات القرن العشرين، انتقد الزعيم النظام الاستعماري الفرنسي، على الرغم من تأكيده أيضًا على الحوار مع الفرنسيين. أثار هذا الموقف جدلًا، وتناقض مع طقوس العشرات من الفروع «المعارضة» للطائفة الكاودائية التي اتبعت نموذجًا أكثر طاوية.
خلال حرب الهند الصينية الأولى والثانية، كان أعضاء الكاو دائية (إلى جانب عدة طوائف فيتنامية أخرى مثل هوا هاو) نشطين في النضالات السياسية والعسكرية ضد القوات الاستعمارية الفرنسية وضد رئيس وزراء فيتنام الجنوبية نغو دينه ديم، الذي أصبح فيما بعد رئيسًا للبلاد.

## المهمة الدينية
الاسم الرسمي لدين الكاو داي (أو الكاو دائية) هو داي داو تام كي فو دو. عند ترجمته حرفيًا، يعني العفو الديني العالمي العظيم الثالث. تشير كلمة داي دو إلى الإيمان العظيم، وتام كي إلى الفترة الثالثة، وفو إلى العالمي، ودو إلى العفو.
وفقًا لجزمية الكاو دائية، تكون الفترة الثالثة مليئة بالنشاط الديني المكثف الذي يوحد الله والبشرية بطرق لم نتخيلها بعد. يذكر الكاو دائية أن العفو الثالث يؤسس لإيمان عظيم جديد لإنقاذ الكائنات الحية قبل الدمار الشامل. الهدف الأساسي للعفو الثالث هو وحدة جميع الأديان، والتي تجمع البشرية معًا في أسرة عالمية من أجل السلام العالمي.
تعلمنا الديانة الكاو دائية أن الله الأب كشف عن حقيقته مرات عديدة عبر أفواه العديد من الأنبياء، ولكن هذه الرسائل كانت دائمًا إما تُتجاهل أو تُنسى بسبب قابلية البشرية للخضوع للرغبات الدنيوية. يعتقد أتباع الديانة الكاو دائية أن العصر قد حان الآن حيث يتحدث الله إلى البشرية بشكل مباشر.
في القرن التاسع عشر، ترسخت الروحانية في أوروبا. دافع أمثال السيدة بلافاتسكي وآلان كارديك وفكتور هوغو عن إمكانيات دينية جديدة. في فيتنام، بدأت التقاليد القديمة للعرافة والكهانة الآسيوية تختلط بالتقاليد الجديدة للروحانية الأوروبية.
لتسليط الضوء على هدف الوحدة، يوجد داخل كل معبد من معابد الكاو دائية تمثيل للعهد الإلهي للعفو الثالث (أو التحالف الثالث). هذا العهد بين السماء والأرض كُتب وقُدم للبشرية من قبل القديسين المبجلين فيكتور هوغو، وسون يات سين، وتشانغ تريهنه نغوين بينه خيم. وتتمثل مهمتهم، وفقًا لما يُقال، في توجيه البشرية نحو طريق العفو الثالث. كُتب العهد باللغتين الفرنسية والصينية، ويُترجم إلى الإنجليزية بمعنى: «الله والبشرية من أجل الحب والعدالة».

## اللاهوت والثيوصوفية
الله
يشير «الكاو دائية» إلى الله الأب (المعروف أيضًا باسم الكائن الأسمى والخالق و«الحقيقة المطلقة للكون»، بالإضافة إلى نغوك هوانغ). يشير الكاو دائية تيان أونغ داي بو تات ما ها تات، باعتباره اللقب الكامل لله، إلى مزيج من ثلاثة أديان -وهي الكونفوشيوسية والطاوية والبوذية الماهايانا- والتي أثرت بشكل كبير على لاهوت الكاو دائية.
كاو داي
تعني حرفيًا «البرج/القصر العالي» (أي المكان الذي يحكم فيه الله الكون) ويمثل الكونفوشيوسية.
تيين أونغ
هو أعلى مرتبة في الطاوية.
داي بو تات ما ها تات
تعني حرفيًا بوديساتفا العظيم أو الكائن العظيم (ماهاساتفا) في البوذية.
إنهم معًا لا يمثلون توحيد الديانات الرئيسية الثلاثة فحسب، بل يمثلون أيضًا تواضع الله الذي يقدم نفسه باعتباره أدنى مرتبة من الألوهية.
وفقًا للعقيدة الكاودائية، فإن الله يتخلل كل الأشياء في الكون، سواء كانت حية أو غير حية، وهو ما يذكرنا بعقيدة وحدة الوجود. يُعتقد أن جزءًا من روح الله موجود داخل كل الناس والمخلوقات. يحمل الله العديد من الأسماء المختلفة حسب نظرة كل شخص للعالم.
تفترض الكاو دائية أن جميع الأديان مستمدة من نفس المصدر؛ إنه لاهوت تعددي. يهدف الاسم الفريد للإله كاودايست إلى تصوير تطور إعلان الله عبر التاريخ التطوري: الكاو دائية تيان أونغ داي بو تا ما ها تات، والفوضى، والطاوية، وأونغ تروي، وثونغ دي، والرب الخالق، والله، وتاتاغاتا، والآتونية، وبراهما، ويهوه، والروح العظيمة، وإله الفراغات، وواهيغورو، إلخ.
علم الكونيات
يتبنى أتباع ديانة الكاو دائية الفكرة التقليدية الصينية عن الثنائية يين ويانغ، التي تمثل التوازن المتناغم للكون. قبل خلق الكون كان هناك «الداو»، المصدر الأبدي الذي لا نهاية له، والذي لا اسم له، والذي لا شكل له، والذي لا يتغير. المبادئ السلبية والإيجابية للكون هي مكونات الطبيعة الأبدية.
هناك إلهان رئيسيان، الكاو دائية (الرب الأعلى) وديو تري كيم ماو أو دوك فات ماو (الأم المقدسة لبوذا). يمثلان على التوالي قوى اليانغ والين. يُنظر إلى الكاو دائية باعتباره قلب الكون، والأب المشترك لجميع الكائنات. هو يمنح جزءًا منه لكل كائن حي، بما في ذلك الصخور، في شكل وعي. يُبجل دوك فات ماو باعتبارها أم الكون، المسؤولة عن إعطاء الأشكال المرئية والوعي والعواطف لجميع أشكال الحياة. في النهاية، يتعين عليها اتباع أوامر دوك كاو داي، الذي يُبجل باعتباره الكائن الأسمى لكل من السماء والأرض.
يجب على جميع الكائنات الإلهية الأخرى أن تطيع أوامر هذين الخالقين أثناء مسار تطور الكون. كل واحد منهم يحمل دورًا محددًا كما حدده له أبوه وأمه. أي كائن يعارضهما يُعتبر شيطانًا في الطبيعة. يقود هؤلاء الشياطين الكائن الأقوى، المسمى كيم كوانغ سو (الشيطان).
من حيث الكون، يعتقد أتباع الكاو دائية المخلصون أن هناك جنة وجحيم، وهما الوجهتان الرئيسيتان للأرواح بعد الموت. تتكون الجنة من ستة وثلاثين مستوى والعديد من العوالم السماوية على كل منها، على سبيل المثال عالم القديسين، وعالم الأم المقدسة، وعالم الكائنات الكاملة، وعالم البلاط الإلهي، وجنة الفرح الشديد، إلخ. في الوقت نفسه، تحتوي الجحيم على عشرة عوالم رئيسية لتنفيذ العقوبات وفقًا لخطايا الأرواح.
من أجل الذهاب إلى الجنة، يتعين على النفوس أن تنمي فضائلها و/أو تكرس نفسها للقضايا الروحية. دون الجدارة من الأخيرة، لا يمكنها الهروب من دورة الميلاد والموت، ولكن يمكنها تحسين فضائلها ومزاياها تدريجيًا للوصول إلى أماكن أفضل في الكون، بما في ذلك الكواكب الاثنين والسبعين (الأرض هي الكوكب الثامن والستين)، والعوالم الثلاثة آلاف، والمناطق الكونية الأربع الكبرى، والطائرات السماوية الستة والثلاثين. لا يمكن تحقيق التحرر الحقيقي إلا عندما تعود النفوس في النهاية إلى الله الآب في السماء.